# Explosão de baleias
Documentam-se vários casos de explosão de baleias devido ao acúmulo de gás no processo de decomposição. Esse fenômeno pode ocorrer naturalmente se uma baleia encalhar em terra firme. Explosivos reais também têm sido usados para auxiliar no descarte de carcaças de baleias, normalmente após rebocá-las para o mar e como parte de um esforço de limpeza de praias. Foi relatado já em 1928, quando uma tentativa de preservar uma carcaça falhou devido ao uso incorreto de produtos químicos.
Um caso amplamente divulgado de explosão de baleia ocorreu em Florence, Oregon, em novembro de 1970, quando a Divisão Rodoviária de Oregon (agora Departamento de Transportes de Oregon) explodiu um cachalote em decomposição com dinamite na tentativa de se livrar de sua carcaça em decomposição. A explosão jogou carne de baleia a cerca de 240 metros de distância, e seu odor permaneceu por algum tempo. O humorista americano Dave Barry escreveu sobre isso em sua coluna de jornal em 1990, depois de ver imagens da explosão na televisão, e mais tarde as mesmas imagens da estação de notícias KATU circularam na internet. Também foi parodiado no filme estadunidense Reno 911!: Miami, de 2007, e no filme australiano Swinging Safari, de 2018, e desde então foi homenageado pelas Eugene Emeralds da Minor League Baseball em 2023.
Um exemplo de carcaça de baleia que explodiu espontaneamente ocorreu em Taiwan em 2004, quando o acúmulo de gás dentro de um cachalote em decomposição fez com que ele explodisse em uma área urbana lotada enquanto era transportado para um exame post-mortem. Outros casos, naturais e artificiais, também foram notificados no Canadá, África do Sul, Islândia, Austrália, Dinamarca e Reino Unido. Explosões artificiais também foram impostas pelos governos e aprovadas pela Comissão Baleeira Internacional em situações de emergência. No entanto, também foi criticado pelo seu odor duradouro.

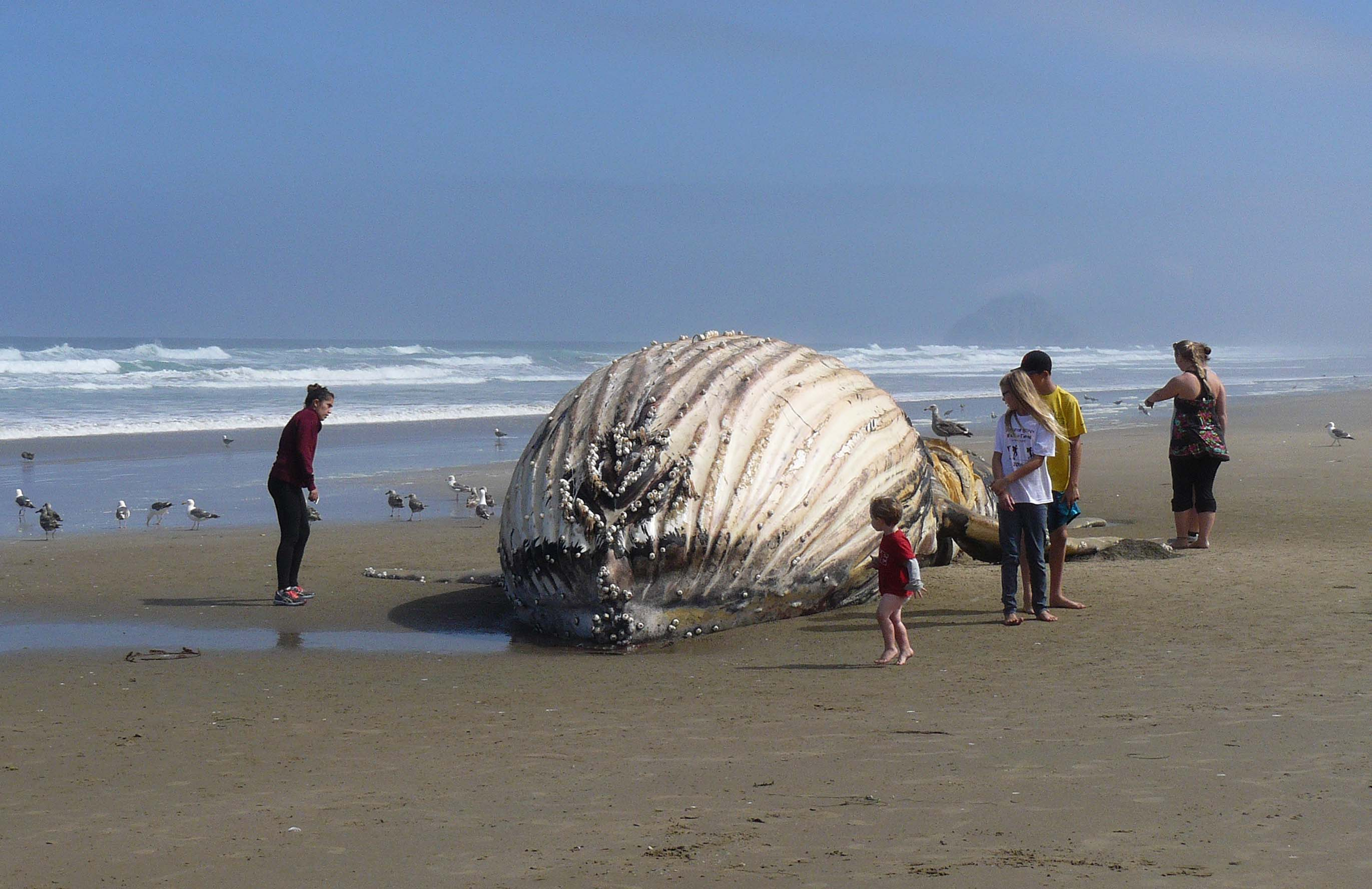
Carcaça de Baleia-jubarte cinco dias após dar à costa, na Califórnia, Estados Unidos da América. O seu abdómen está visivelmente inchado devido à acumulação de gases, derivados da decomposição.